# Clare Bodensteiner
Teresa Clare Bodensteiner (Christchurch, 31 ottobre 1984) è un'ex cestista e allenatrice di pallacanestro neozelandese.

## Carriera
Con la Nuova Zelanda ha disputato i Giochi olimpici di Pechino 2008.